# گونزن
گونزن (به لاتین: Gonzen) یک کوه در سوئیس است که در کانتون سنت گالن واقع شده‌است. گونزن ۱٬۸۳۰ متر بالاتر از سطح دریا واقع شده‌است.